# Hydromanicus flavoguttatus
Hydromanicus flavoguttatus är en nattsländeart som beskrevs av Albarda in Veth 1881. Hydromanicus flavoguttatus ingår i släktet Hydromanicus och familjen ryssjenattsländor. Inga underarter finns listade i Catalogue of Life.